# Mehdi Mahdavikia
Mehdi Mahdavikia (Persa: مهدی مهدوی کیا - Nascido em 24 de julho de 1977, em Teerã) é um ex-futebolista iraniano que defendeu seu país em duas Copas do Mundo, que atuava como meia.

## Carreira
Apesar de ter começado a jogar no Irã, Mahdavikia construiu sua carreira na Alemanha, onde jogou pelo Hamburger SV e Eintracht Frankfurt.
Encerrou sua carreira em 2013 pelo Persepolis, time que o revelou para o futebol em 1995.

## Seleção
Sohrab representou a Seleção Iraniana de Futebol na Copa do Mundo de 2006, na Alemanha.

## Títulos
Seleção iraniana
- Copa da Ásia de 2004: 3º Lugar